# .at
.at és l'actual domini de primer nivell territorial (ccTLD) d'Àustria. És administrat per la societat NIC.AT que tot i així ha delegat en la Cancelleria Federal d'Àustria (Bundeskanzleramt - BKA) i en la Universitat de Viena l'administració dels subdominis .gv.at i .ac.at respectivament.
Com que l'accés no està restringit a ciutadans o entitats austríaques, el domini és molt utilitzat internacionalment aprofitant el gran nombre de paraules en anglès i altres llengües que acaben en "at". No obstant això, la major part del domini estan registrats a Àustria (71,58 %) o Alemanya (14,19 %). La República Popular Xina i els Estats Units van ser respectivament el tercer i quart país on es va registrar més el domini .at el 2022, superant Suïssa, tercera els anys precedents.

## Dominis de segon nivell
És possible registrar directament al segon nivell malgrat tot i que existeixen quatre dominis de segon nivell especials:
- .ac.at: institucions acadèmiques. Domini administrat per la Universitat de Viena.
- .co.at: organitzacions comercials.
- .gv.at: institucions governamentals. Domini administrat per la Cancelleria Federal (BKA).
- .or.at: organitzacions no comercials.